# 雅罗斯拉夫·哈谢克
雅罗斯拉夫·哈謝克（捷克語：Jaroslav Hašek；1883年4月30日—1923年1月3日），捷克幽默小說作家、讽刺小說作家和社会无政府主义者。他的最知名的作品是《好兵帅克》，一部关于一战时一个士兵闹剧般的遭遇，以及讽刺当时愚蠢僵化当局的讽刺小说，这部小说在哈谢克生前并未完成，但目前为止已经被翻译成了六十种语言。除此之外，哈谢克尚有一千五百篇左右短篇小说存世。

## 生平与事业
哈谢克生于波希米亚的布拉格（时属奥匈帝国，自1993年起属于捷克共和国），其父约瑟夫·哈谢克是一所高中的数学老师，因为家贫，哈谢克的家庭，包括比雅罗斯拉夫年幼三岁的弟弟Bohuslav，以及一位孤儿表姐妹玛丽亚经常搬迁，在雅罗斯拉夫的幼年间即搬迁超过十次，他从来未曾真正有过稳定的家，而这样的生活也明显的给雅罗斯拉夫带来了漫游癖的影响。在他十三岁时，他的父亲死于过量饮酒，而她的母亲无力独自养家，因此在十五岁时雅罗斯拉夫从高中辍学，成了卖药商人，但最终他还是从一间商业学校获得了毕业。他曾经短暂的当过银行职员和贩狗商人（他将笔下的主角帅克也写成了这个职业，帅克口中大量荒诞的奇闻也正是从此而来），他更倾向于记者这種更加自由的职业。但尽管如此，他曾经混迹于吉普赛人和流浪汉的圈子当中，并从中沾染颇多恶习，而这也使他成为一个不羁并且行踪不定的人。
早在1897年雅罗斯拉夫还是个学童的时候，他就曾参加过1897年反德暴动。1906年，雅罗斯拉夫加入了无政府主义者运动，他定期的地为无产者工人讲座，并且在1907年，成为了无政府主义杂志Komuna的编辑，作为一个在奥匈帝国活动的无政府主义者，他的行为受到了警察的密切监视。对他来说，被逮捕甚至入狱是家常便饭，对他的指控包括许多次的毁坏艺术（vandalism）以及至少一次的袭击警官（为此他被判入狱一个月）。在《好兵帅克》的第一章中，雅罗斯拉夫就对奥匈帝国诱捕有嫌疑的政治颠覆分子的行为进行了辛辣的讽刺。在1909年，他发表了64篇短篇小说-这比他之前每年作品的两倍都多，而他也被任命为杂志《动物世界》的编辑。但是，由于他发表关于他编造出来的动物的文章，他很快就被解雇了（此事也反应在《好兵帅克》当中）。
最终，哈谢克被征入伍。《好兵帅克》中大量的人物都是基于哈谢克在战争期间遇到的人的。哈谢克并没有在前线待太长时间，他于1915年9月被俄国俘虏。在俄国战俘营中，他度过了一段相对较为轻松的时光，因为他被指派给战俘营的长官作秘书。在1916年，他被允许离开战俘营，以宣传者的身份加入新成立的捷克军团（Czech Legion）。
1917年俄国革命以后，他作为布尔什维克党的一员留在俄国。哈谢克加入了红军并且成为一个兵团政委。在这期间，他缔结了另一个婚约（尽管仍旧与Jarmila是夫妻）。最终，他于1920年回到了布拉格，希望能够完成《好兵帅克》。但是，在一些圈子里他并不受欢迎，而且被当作一个叛徒以及重婚者。他要努力去寻找才会有人愿意出版他的作品。
在战争以前，在1912年，他就出版了《好兵帅克》一书，以及其他一些荒诞故事（捷克語：Dobrý voják Švejk a jiné podivné historky），在这当中帅克这个角色第一次出现了。但直到战后，在他的名著中帅克才成为了一个非常天真，并且把战争当作一场酒馆里的争执来对待的快活的傻瓜。在此时，哈谢克病情已經相當严重。他不能写作後，在Lipnice村家里的卧室里口述帅克的章节。他在1923年因为战争期间染上的肺结核在Lipnice村去世，时年39岁。

## 婚姻
1907年，哈谢克遇到了并且与她相爱。但是，因为他波希米亚式的生活方式，她的父母认为哈谢克并不是一个靠得住的女婿。为此，哈谢克尝试放弃他激进的政治倾向，并且找到了一份稳定的作家职业。但当哈谢克因为在布拉格亵渎一面奥匈帝国国旗而被捕时，的父母把她带回了乡下，希望就此断绝与他的关系。这并未能断绝哈谢克与的感情，但这确实使得哈谢克改变了他写作的焦点。在1910年，哈谢克与结婚了。他们的婚姻结果是不幸的，并且仅仅持续了三年多。在1913年哈谢克與她分居，她回到父母身边。在一战爆发时，哈谢克定期的与漫画家约瑟夫·拉达(Josef Lada)（他稍后想出了好兵帅克这个人物）住在一起。

## 遗产
雅罗斯拉夫·哈谢克去世后，他所有的短篇小说都被以捷克语出版了。几十年来（直到2000年），一个为了幽默和讽刺的庆典""一直在Lipnice举行。

## 以他命名的事物
- 小行星2734 “哈谢克”即是以雅罗斯拉夫·哈谢克而命名；
- 小行星7896 “帅克” 命名自《好兵帅克》的主角；
- 一列由运营的自布拉格经布拉迪斯拉发至布达佩斯的欧城列车（eurocity）被命名为雅罗斯拉夫·哈谢克号。